# Pilar Codony
Pilar Codony (Banyoles, 1987) és una veterinària i escriptora catalana, resident al Pla de l'Estany, on també es dedica a la cura d'animals. S'ha especialitzat en la medicina de granja, especialment en vedells. La seva experiència laboral amb vaques lleteres durant anys li va permetre ambientar la seva novel·la, Distòcia, en una granja de vaques. El 23 de novembre de 2021, la seva novel·la va guanyar el Premi Documenta, el jurat del qual va destacar la representació del dia a dia en una granja de vaques i ovelles, la complexitat dels personatges, la mirada valenta sobre l'avortament i la maternitat, i l'autenticitat del relat i una escriptura àgil, genuïna i natural. L'obra es va publicar el març del 2022 per L'Altra Editorial. El 2023 va publicar l'assaig Dominaràs la terra, a Fragmenta Editorial.